# Mark Fletcher (cầu thủ bóng đá)
Mark Fletcher (sinh ngày 1 tháng 4 năm 1965) là một cựu cầu thủ bóng đá người Anh thi đấu ở vị trí hậu vệ phải.

## Sự nghiệp
Sinh ra ở Barnsley, Fletcher thi đấu cho Barnsley, Bradford City và Matlock Town.